# Médico interno em Portugal
Em Portugal, um médico interno é aquele que se encontra num período de formação pós-graduada que conduz à obtenção da especialidade. Esse período inicia-se após a conclusão do curso e pode durar entre 5 a 7 anos, consoante a especialidade. No final do internato, os médicos passam a ser especialistas.
É frequente a confusão entre médico interno e especialista em Medicina Interna - internista. Não são sinónimos, apesar de um médico interno poder estar a fazer a sua especialização em medicina interna.
A Ordem dos Médicos é a entidade que, em Portugal, regula a prática médica e assegura a formação pós-graduada técnico-científica dos seus inscritos, através dos internatos - períodos que conferem aos clínicos o grau de especialista.

## Organização do Internato Médico
O Internato Médico é regulado pelo Decreto-Lei nº 60/2007, de 13 de março, e pela Portaria nº 183/2006, de 22 de fevereiro (Regulamento do Internato Médico). Está organizado em dois períodos de formação: o Ano Comum e a Área Profissional de Especialização. Até 2004, o internato era dividido em Geral (2 anos) e Complementar (3 a 6 anos).
Depois de concluírem o curso de Medicina, os médicos candidatam-se a um concurso nacional para admissão no Internato Médico. Esse concurso destina-se à escolha dos locais e das áreas de formação (especialidades) e tem em 1ª linha de conta a classificação obtida numa prova nacional de seriação (teste de cem perguntas com cinco alternativas para escolha simples) e em 2ª linha, apenas para efeito de desempate, a nota de curso.

### Ano Comum
Até 2018, os médicos frequentavam um ano profissionalizante, o denominado Ano Comum. Trata-se do primeiro ano do Internato Médico, sendo um período de formação geral, no qual o médico tem oportunidade de participar na rotina dos vários serviços por onde passa (enfermaria, consulta, serviço de urgência, etc.) e colocar em prática aquilo que aprendeu durante o curso. O programa de formação tem a duração de 12 meses e é composto por vários estágios:
- Medicina Interna - 4 meses;
- Cuidados de Saúde Primários - 3 meses;
- Cirurgia Geral - 3 meses;
- Pediatria - 2 meses;

Durante essa fase, o médico interno não é autónomo e deve ser sempre supervisionado por um médico especialista. A autonomia é atribuída ao médico interno ao fim desse ano de prática com aprovação.
Desde a publicação da Portaria n.º 268/2018, de 21 de setembro, que os médicos internos do primeiro ano, passaram a frequentar a Formação Geral. Entretanto essa portaria foi retificada pela Portaria n.º 337/2018, de 21 de setembro.
O internato médico atual compreende duas vertentes:
a) Formação geral;
b) Formação especializada.

### Formação Geral
A  Formação Geral corresponde a um período de 12 meses, de formação tutelada pós-graduada que visa preparar o médico para o exercício autónomo e responsável da medicina, dotando-o, através de uma formação prática e teórica. Neste sentido, são previstos cinco blocos formativos e a realização obrigatória de ações de formação em matéria relevante para aquele exercício autónomo e responsável.
Blocos Formativos da Formação Geral:
- Medicina Interna - 4 meses;
- Cuidados de Saúde Primários - 3 meses (inclui Saúde Pública - 2 semanas);
- Cirurgia Geral - 3 meses;
- Pediatria - 2 meses;

Ações de Formação Obrigatórias da Formação Geral:
Durante a Formação Geral, os médicos internos devem frequentar ações de formação. As formações  têm lugar em horário laboral, são de presença obrigatória e sujeitas a avaliação, abordem as seguintes áreas:
a) Introdução ao serviço de urgência, incluindo a abordagem das situações emergentes médicas e cirúrgicas, incluindo o trauma;
b) Suporte básico de vida, incluindo a abordagem e manutenção da via aérea;
c) Saúde pública;
d) Prevenção e controlo da infeção associada aos cuidados de saúde e utilização racional dos antimicrobianos;
e) Ética, deontologia e comunicação médica;
f) Utilização racional dos componentes/derivados do sangue;
g) Utilização racional dos meios complementares de diagnóstico.
A maioria dos Diretores de Internato Médico usam este suporte online promovido pelo Conselho Nacional do Internato Médico para realizar as ações de formação obrigatórias em formato b-learning.
Considera-se aprovado na Formação Geral o médico interno que tenha obtido uma classificação igual ao superior a dez valores em todos os blocos formativos e aproveitamento em todas as ações de formação obrigatórias.
Concluída a formação geral com aproveitamento, é reconhecido, ao médico interno, o exercício autónomo da medicina.

### Prova Nacional de Acesso (PNA)[6]
A PNA é uma prova de ordenação de candidatos integrada no procedimento concursal de ingresso no Internato Médico que visa o acesso à Formação Especializada. É realizada por todos os candidatos que visam o ingresso ou a mudança de área de especialização / local de formação através do referido procedimento concursal.
A prova nacional de acesso à formação especializada é da responsabilidade do gabinete para a prova nacional de acesso à formação especializada.
A Prova Nacional de Acesso realiza-se, uma única vez, no 4.º trimestre de cada ano civil.
a) A prova será composta por 150 itens no formato SBA;
b) A prova terá a duração de 240 minutos ministrada em duas partes de 120 minutos cada, com um intervalo.
c) É disponibilizada uma matriz de conteúdos (Anexo II) que contempla as seguintes dimensões (a proporção elencada é indicativa e não vinculativa):
Medicina - 50 %
Cirurgia - 15 %
Pediatria - 15 %
Ginecologia/Obstetrícia - 10 %
Psiquiatria - 10 %
Para efeitos de ingresso na formação especializada, a colocação dos médicos internos decorre da ordenação obtida com base na classificação ponderada resultante das seguintes componentes:
a) 20 % da classificação final normalizada entre as diferentes escolas médicas, obtida na licenciatura em Medicina ou mestrado integrado em Medicina ou equivalente
b) 80 % da classificação final obtida na prova nacional de acesso.

### Formação Especializada
A formação especializada corresponde a um processo de formação médica especializada, teórica e prática, que tem como objetivo habilitar o médico ao exercício tecnicamente diferenciado numa área de especialização.
A Área Profissional de Especialização, ou especialidade, é o campo de diferenciação técnico-científica em que o médico se irá especializar. Durante essa fase, que pode durar entre 4 e 6 anos (consoante as especialidades), há aquisição progressiva de competências e progressivamente são concedidas ao interno maior autonomia e responsabilidade. 
A formação obedece a um programa elaborado pelo colégio da especialidade da Ordem dos Médicos e revisto pelo Conselho Nacional do Internato Médico, que submete para publicação. Um programa de formação consiste num conjunto de estágios obrigatórios e opcionais sujeitos a avaliação pelo menos anual. 
Para ser reconhecido como especialista, o médico interno tem de obter aprovação em todos os estágios do plano de formação e é submetido a um exame final, que envolve prova curricular, prova prática e prova teórica.

## Instituições responsáveis pelo Internato Médico
A organização logística do Internato Médico depende do Ministério da Saúde, enquanto a elaboração dos programas e a garantia da qualidade técnica da formação depende da Ordem dos Médicos.

### No âmbito do Ministério da Saúde

#### Administração Central do Sistema de Saúde (ACSS)
A ACSS, I. P., exerce as suas funções com a colaboração do Conselho Nacional do Internato Médico (CNIM).
É responsável pela elaboração e aplicação da legislação que regulamenta o Internato Médico, pela organização dos concurso de acesso e final, suporta os custos da formação e emprega os médicos internos. Existem, no âmbito do Ministério da Saúde, vários órgãos com responsabilidades no Internato Médico:

#### Conselho Nacional do Internato Médico (CNIM)
É o órgão de âmbito nacional e máximo.
Ao CNIM compete, nomeadamente:
a) Emitir parecer relativamente a propostas que venham a ser efetuadas sobre o internato médico;
b) Emitir parecer sobre propostas de criação ou de revisão dos programas de formação do internato médico;
c) Emitir parecer sobre a aplicação e eficácia dos programas de formação, propondo, junto da Ordem dos Médicos, quando necessário, alterações aos mesmos;
d) Emitir parecer sobre propostas da Ordem dos Médicos de definição ou revisão dos critérios a que deve obedecer a determinação de idoneidade e capacidade formativas das instituições, serviços e unidades de saúde para a realização do internato médico;
e) Apresentar propostas de harmonização dos critérios referidos no número anterior;
f) Elaborar, em caso de ausência de parecer da Ordem dos Médicos, proposta de definição de critérios de idoneidade, a submeter à ACSS, I. P., que propõe a sua aprovação pelo membro do Governo responsável pela área da saúde;
g) Emitir parecer, em caso de ausência de parecer da Ordem dos Médicos, sobre propostas de atribuição, revisão ou perda de idoneidade e fixação de capacidades formativas dos serviços e estabelecimentos de saúde e remetê -lo à ACSS, I. P., de modo a elaborar proposta de lista de serviços e estabelecimentos reconhecidos como idóneos, a submeter ao membro do Governo responsável pela área da saúde;
h) Emitir parecer sobre a proposta da Ordem dos Médicos de capacidades formativas por especialidade;
i) Intervir na avaliação final do internato médico, nos termos previstos no presente Regulamento;
j) Emitir parecer sobre estudos relativos à formação médica;
k) Propor, em articulação com a Ordem dos Médicos, um conjunto de diretrizes para enquadramento da atividade de orientador da formação médica;
l) Elaborar conjuntamente com a ACSS, I. P., o plano anual de atividades em matéria de internato médico;
m) Propor ao Conselho Diretivo da ACSS, I. P., o que julgar conveniente em matérias relacionadas com o internato médico;
n) Gerir o processo de reafetações por perda de idoneidade formativa, nos casos em que o médico interno seja reafetado para uma instituição de saúde pertencente a uma ARS, I. P., diferente da sua instituição de acolhimento inicial;
o) Participar na conceção e funcionamento da plataforma eletrónica da gestão do internato médico.

#### Comissões Regionais do Internato Médico (CRIM)[9]
Existem cinco comissões Regionais: Norte, Centro, Sul, Madeira e Açores. Têm competências de âmbito regional e menos alargadas que o Conselho Nacional do Internato Médico.
As CRIM exercem funções de natureza predominantemente técnica e gestionária, na sua área geográfica de intervenção, competindo -lhe nomeadamente:
a) Solicitar às direções e coordenações do internato médico, anualmente, o preenchimento dos questionários de caracterização de idoneidade e capacidade formativas dos serviços e unidades;
b) Acompanhar o processo referido na alínea anterior, prestando os esclarecimentos necessários;
c) Submeter à Ordem dos Médicos os pedidos de idoneidade e capacidade formativas dos organismos da respetiva área de influência;
d) Emitir parecer sobre os pedidos de reafetação que ocorram entre instituições, serviços ou unidades de saúde da mesma região, para posterior envio ao Conselho Diretivo da respetiva ARS, I. P., para decisão;
e) Remeter à ACSS, I. P., devidamente informado, o pedido de reafetação de organismo de formação, quando envolvida ARS, I. P., distinta, nos termos do presente Regulamento, e ao CNIM os casos de reafetação por perda de idoneidade formativa do serviço, unidade ou instituição de saúde, os quais assumem prioridade;
f) Emitir parecer sobre os pedidos de suspensão de internato, remetendo-os ao Conselho Diretivo da ARS, I. P., respetiva, para decisão;
g) Autorizar os pedidos de realização de estágio no estrangeiro quando superiores a 30 dias e de equivalências a estágios;
h) Autorizar a repetição ou compensação de estágios sem aproveitamento, nos termos e nos limites do previsto no presente Regulamento;
i) Proceder à colocação dos médicos internos em estágios de carácter suplementar, previstos nos programas do internato médico;
j) Prestar apoio às direções e coordenações de internato médico das instituições e das unidades de saúde da sua zona;
k) Autorizar, nos termos previstos no presente Regulamento, a comparência dos internos noutra época de avaliação final, desde que justificada a falta de comparência na respetiva época;
l) Remeter à ACSS, I. P., com parecer das direções e coordenações do internato médico, propostas de desvinculação dos médicos internos, devidamente fundamentadas e acompanhadas dos documentos comprovativos;
m) Prestar apoio aos júris de avaliação final;
n) Reportar, em tempo útil, à ACSS, I. P., ARS, I. P., ou R.A. ocorrências relacionadas com o respetivo âmbito de intervenção;
o) Emitir parecer sobre os assuntos que lhe sejam submetidos nos termos do presente Regulamento;
p) Apresentar ao CNIM propostas conducentes a uma maior eficiência do internato;
q) Contribuir para a manutenção do sistema de gestão do percurso do médico interno;
r) Submeter ao CNIM os assuntos que não se enquadrem, com clareza ou precisão, nos normativos que regem o internato médico.

#### Direções de Internato
As direções do internato médico funcionam em cada uma das instituições de saúde onde se realizem internatos médicos. São órgãos com funções de gestão e apoio à formação dos médicos internos.

#### Coordenações de Internato
Nas áreas de Medicina Geral e Familiar, Saúde Pública e Medicina Legal, além das Direções de Internato, existem estes órgãos de âmbito regional, para coordenação das Direções.

As direções e coordenações do internato médico assumem funções de natureza eminentemente operacional.

#### Comissões de Médicos Internos
Nos hospitais ou centros hospitalares e nas zonas de coordenação do internato médico deve constituir-se uma Comissão de Médicos Internos.
Os representantes dos médicos internos são eleitos, por voto secreto. Cada Comissão é eleita por um período de dois anos, sendo o representante da formação geral eleito anualmente.
Ás comissões de médicos internos compete:
a) Representar os médicos internos da respetiva instituição junto dos órgãos do internato médico;
b) Contribuir para a melhoria das condições de frequência e de funcionamento dos processos formativos;
c) Promover, com o apoio da direção ou da coordenação do internato médico, a organização de cursos, debates, sessões clínicas e jornadas;
d) Acompanhar o processo formativo dos colegas, promovendo reuniões periódicas entre todos os médicos internos;
e) Comunicar à respetiva CRIM, com conhecimento à direção do internato hospitalar ou às coordenações, os factos relevantes que ocorram no decurso do processo formativo.

### No âmbito da Ordem dos Médicos
A Ordem dos Médicos é responsável pelos aspetos técnicos da formação dos internos.

#### Colégios de Especialidade
Os Colégios de Especialidade são responsáveis pela elaboração dos programas de formação da sua especialidade, por verificar quais os serviços com capacidade para formar médicos internos (idoneidade formativa) e por nomear os júris de avaliação dos exames finais.

#### Conselho Nacional da PósGraduação
Compete ao conselho nacional da pós-graduação:
a) Emitir pareceres no âmbito dos internatos médicos, nomeadamente quanto aos pedidos de equivalência solicitados pelos médicos internos, nos termos da respetiva legislação;
b) Emitir parecer sobre os assuntos relacionados com a autonomia médica e a formação especializada.

#### Conselho Nacional do Médico Interno
O Conselho Nacional do Médico Interno (CNMI) é um órgão consultivo do Conselho Nacional Executivo (CNE) da Ordem dos Médicos. É eleito e constituído por médicos internos e procura fazer ouvir a opinião destes nos assuntos relacionados com o internato médico. 
Compete ao CNMI: apreciar, discutir, dar pareceres e elaborar propostas relativas aos Internatos Médicos, bem como pronunciar-se sobre questões colocadas pelos Conselhos Nacional e Regionais Executivos, ou por médicos a título individual ou colectiv".

## Especialidades
As seguintes especialidades possuem Internato Médico:
| Especialidade                              | Duração (anos)* |
| ------------------------------------------ | --------------- |
| Farmacologia Clínica                       | 4               |
| Anatomia Patológica                        | 5               |
| Anestesiologia                             | 5               |
| Angiologia e Cirurgia Vascular             | 6               |
| Cardiologia                                | 5               |
| Cardiologia Pediátrica                     | 5               |
| Cirurgia Cardíaca                          | 6               |
| Cirurgia Torácica                          | 5               |
| Cirurgia Geral                             | 6               |
| Cirurgia Maxilofacial                      | 6               |
| Cirurgia Pediátrica                        | 6               |
| Cirurgia Plástica Reconstrutiva e Estética | 6               |
| Dermatovenereologia                        | 5               |
| Doenças Infecciosas                        | 5               |
| Endocrinologia e Nutrição                  | 5               |
| Estomatologia                              | 4               |
| Gastrenterologia                           | 5               |
| Genética Médica                            | 5               |
| Ginecologia/Obstetrícia                    | 6               |
| Imunoalergologia                           | 5               |
| Imuno-hemoterapia                          | 5               |
| Hematologia Clínica                        | 5               |
| Medicina Desportiva                        | 4               |
| Medicina Física e Reabilitação             | 5               |
| Medicina Geral e Familiar                  | 4               |
| Medicina Intensiva                         | 5               |
| Medicina Interna                           | 5               |
| Medicina Legal                             | 5               |
| Medicina Nuclear                           | 5               |
| Medicina do Trabalho                       | 4               |
| Nefrologia                                 | 5               |
| Neurocirurgia                              | 6               |
| Neurologia                                 | 5               |
| Neurorradiologia                           | 5               |
| Oftalmologia                               | 4               |
| Oncologia Médica                           | 5               |
| Ortopedia                                  | 6               |
| Otorrinolaringologia                       | 5               |
| Patologia Clínica                          | 4               |
| Pediatria                                  | 5               |
| Pneumologia                                | 5               |
| Psiquiatria                                | 5               |
| Psiquiatria da Infância e da Adolescência  | 5               |
| Radioncologia                              | 5               |
| Radiologia                                 | 5               |
| Reumatologia                               | 5               |
| Saúde Pública                              | 4               |
| Urologia                                   | 6               |

* Esta duração corresponde à Área Profissional de Especialização e não inclui a Formação Geral.
As seguintes especialidades não têm Internato Médico em Portugal (a sua obtenção é feita junto ao respectivo Colégio de Especialidade da Ordem dos Médicos, não através do Ministério da Saúde):
- Medicina Tropical

O Decreto-Lei n.º 203/2004 foi  o diploma que reformulou o regime do internato médico. Entretanto, foi alterado por vários diplomas, sendo a última versão, que inclusive o republicou, a do Decreto-Lei n.º 45/2009, de 13 de Fevereiro. Este diploma, no entanto, já sofreu algumas alterações, pelo Decreto-Lei n.º 177/2009, de 4 de Agosto.
Este mesmo regime foi regulamentado pela Portaria n.º 183/2006, de 22 de Fevereiro, mas veio a ser revogada pelo recente Regulamento aprovado em anexo à Portaria n.º 251/2011, de 24 de Junho. Esta Portaria veio esclarecer muitas situações que, antes, estavam dúbias, no que respeitava ao regime do internato médico, e veio introduzir profundas reformas.